# Dasyatis laevigata
Dasyatis laevigata   (лат.) — вид рода хвостоколов из семейства хвостоко́ловых отряда хвостоколообразных надотряда скатов. Они обитают в субтропических водах северо-западной части Тихого океана. Максимальная зарегистрированная ширина диска 30 см. Грудные плавники этих скатов срастаются с головой, образуя ромбовидный диск, ширина которого превышает длину. Рыло короткое. Хвост длиннее диска. Позади шипа на хвостовом стебле расположены вентральный и дорсальный кожные кили. Кожа лишена чешуи. Окраска дорсальной поверхности диска желтоватого серо-коричневого цвета с неравномерными пятнами. Подобно прочим хвостоколообразным Dasyatis laevigata  размножаются яйцеживорождением. Эмбрионы развиваются в утробе матери, питаясь желтком и гистотрофом. Являются объектом целевого промысла. Страдают от ухудшения условий среды обитания. Численность популяции снижается. 

## Таксономия и филогенез
Впервые Dasyatis laevigata  был научно описан в 1960 году на основании образца, полученного на рыбном рынке Шанхая. Видовой эпитет происходит от слова греч. λείος — «гладкий».

## Ареал и места обитания
Dasyatis laevigata  обитают в северо-западной части Тихого океана в Жёлтом и Восточно-Китайском морях от побережья Японии на севере до Тайваньского пролива на юге. Эти донные рыбы встречаются на глубине до 50 м. Иногда они заплывают в эстуарии рек.

## Описание
Грудные плавники этих скатов срастаются с головой, образуя ромбовидный плоский диск, ширина в 1,2—1,3 раз превосходит длину. Передний край диска почти прямой, задний закруглён, рыло слегка заострённое. Позади крупных выпуклых глаз расположены овальные брызгальца, одинакового размера или чуть меньше. На вентральной поверхности диска расположены 5 коротких жаберных щелей, рот и ноздри. Между ноздрями пролегает лоскут кожи с бахромчатым нижним краем. Рот изогнут в виде дуги, на дне ротовой полости пролегает ряд из 3 отростков. Зубы выстроены в шахматном порядке и образуют плоскую поверхность. В отличие от самок и неполовозрелых особей зубы самцов заострены. Во рту имеется 40 верхних зубных рядов. Брюшные плавники имеют почти прямоугольную форму. У самок они шире и сильнее изогнуты по сравнению с самцами. Хвост в виде кнута в 1,4—1,8 раз длиннее диска. Он сжат с боков и сильно сужается к кончику. Как и у других хвостоколов на дорсальной поверхности в центральной части хвостового стебля расположен зазубренный шип, соединённый протоками с ядовитой железой. Иногда у скатов бывает 2 шипа. Периодически шип обламывается и на их месте вырастает новый. Длина шипа составляет около 42 мм, а количество зазубрин в среднем равно 60. Позади шипа на хвостовом стебле расположена узкая дорсальная и более широкая вентральная кожные складки. Кожа совершенно гладкая. Окраска дорсальной поверхности диска желтоватого серо-коричневого цвета с неравномерными тёмными отметинами и желтоватыми пятнами в области глаз и брызгалец. Вентральная поверхность диска белая с тёмными пятнышками и серо-жёлтыми краями. Максимальная зарегистрированная ширина диска 30 см.

## Биология
Подобно прочим хвостоколообразным Dasyatis laevigata   относится к яйцеживородящим рыбам. Эмбрионы развиваются в утробе матери, питаясь желтком и гистотрофом. В помёте 1—2 новорожденных. 

## Взаимодействие с человеком
В целом Dasyatis laevigata  не представляют опасности для человека, хотя иногда они ранят шипом рыбаков. Укол очень болезненный, сопровождается отёком и может вызвать слабость, тошноту, аритмию, парестезию, конвульсии и даже привести к смерти. Эти скаты не являются объектом целевого лова, но в большом количестве попадаются в качестве прилова при коммерческом промысле путём донного траления. В Китае это один из самых многочисленных видов скатов, который встречается на рынке. Из-за медленного уровня воспроизводства, перелова и ухудшения условий среды обитания, обусловленного антропогенными факторами, Международный союз охраны природы присвоил этому виду статус сохранности «Близкий к уязвимому положению». 